# 丹尼斯·鮑爾
丹尼斯·坎貝爾·鮑爾（英語：Denise Campbell Bauer，1964年1月30日—），是一名美國外交官，現任美國駐法國大使兼駐摩納哥大使。曾在2013年至2017年擔任美国驻比利时大使。

## 教育
1986年畢業於西方學院，獲得政治学文学士學位，主修外交事務和國家安全。

## 職業生涯
鮑爾在洛杉磯開始了她的電視新聞職業生涯， 1985年至1988年擔任KCBS-TVNews現場製作人和研究員，1988年至1990年擔任澳大利亞九號電視網北美分社新聞製作人，1990年至1992年，擔任自由電影和視頻製作人。1993年至1994年，鮑爾在舊金山美國紅十字會灣區擔任公共事務官員。鮑爾在過去25年裡一直積極參與公共服務和社區參與，除其他職務外，還擔任位於加利福尼亞州贝尔韦代雷社區基金會的董事會主席。
作為一名長期的民主黨黨員，鮑爾主持了多次籌款活動，據報導為奧巴馬總統的兩次競選活動籌集了430萬美元，並於2007年至2008年和2011年至2012年擔任奧巴馬支持美國國家財務委員會成員，並於2011年至2012年擔任婦女支持奧巴馬組織的財務主席。 2012年。2008年至2012年，還擔任民主黨全國委員會成員，擔任婦女領導力論壇的主席和聯合主席以及國家問題會議聯合主席。她個人還向民主黨候選人和組織捐贈了近20,000美元。

### 駐比利時大使

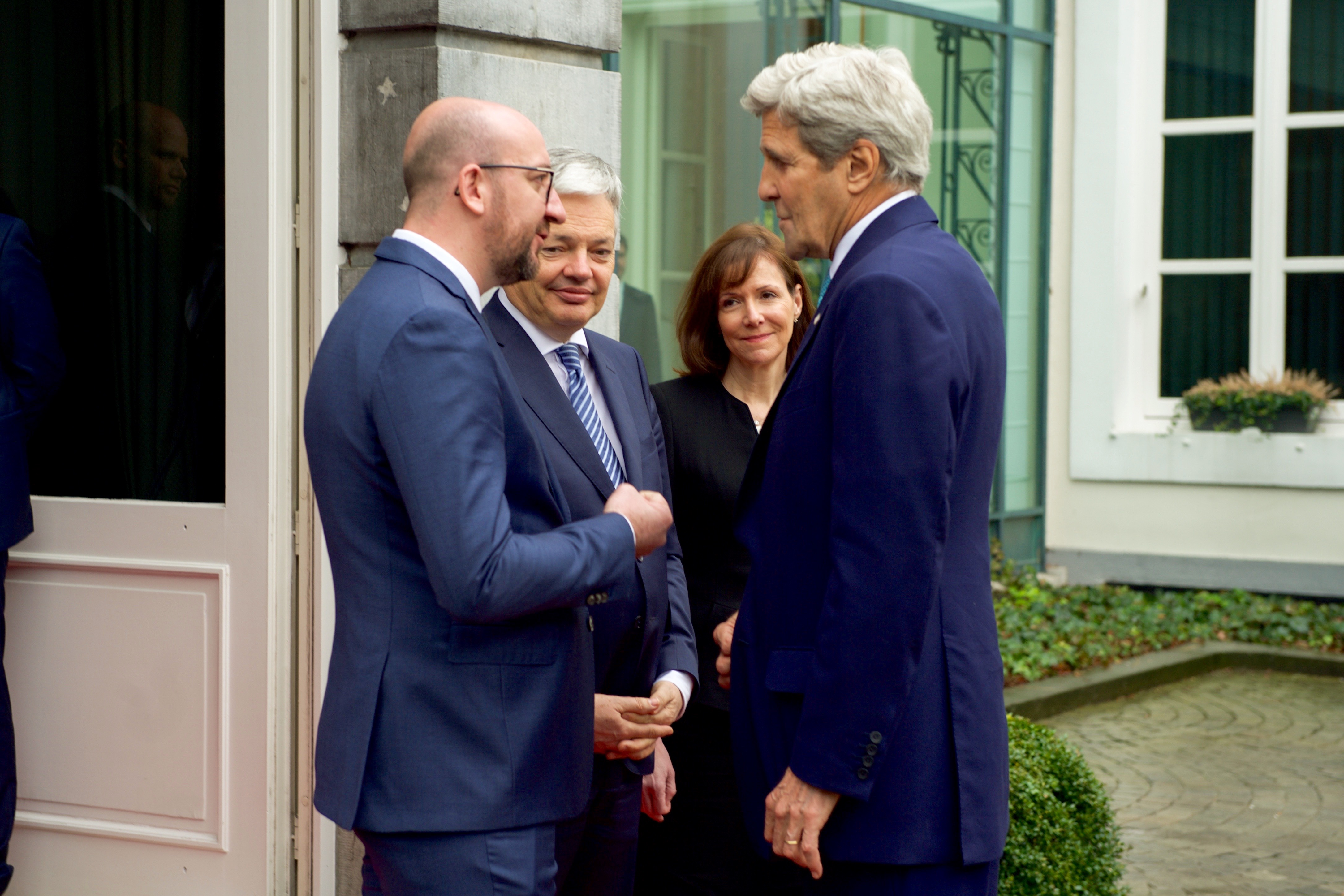
2016年3月25日，鮑爾與比利時首相夏尔·米歇尔、外交部長迪迪埃·雷德爾斯和美國國務卿约翰·克里在比利時布魯塞爾會面

2013年6月21日，鮑爾被美國總統巴拉克·奧巴馬提名為下一任美國駐比利時大使。2013年7月25日，参议院外交委员会舉行聽證會。該委員會於2013年7月30日報告對鮑爾的支持。2013年8月2日，參議院以口頭表決方式確認。鮑爾於2013年至2017年任職。

### 駐法國以及摩納哥大使

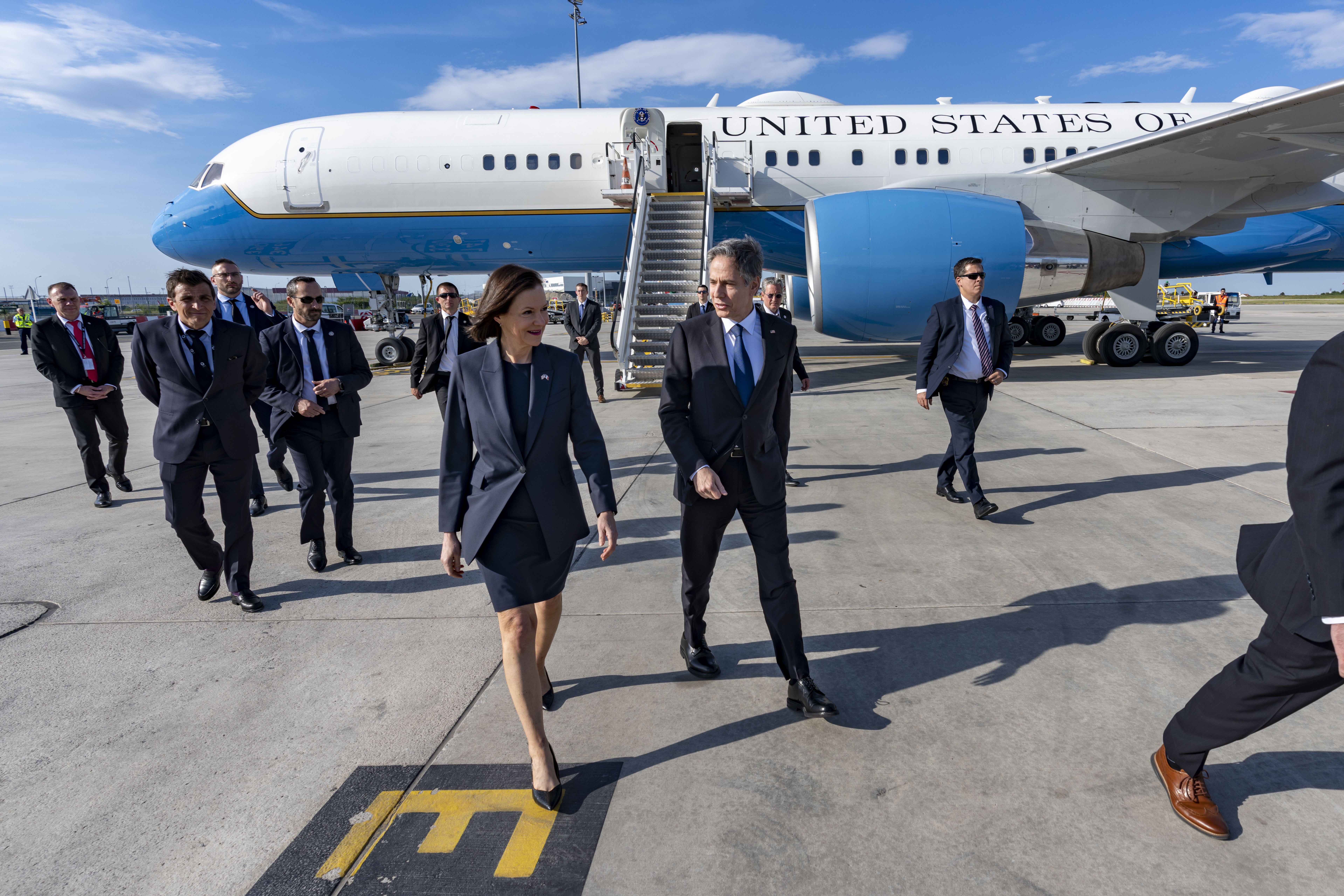
鮑爾於2022年5月15日在法國巴黎會見美國國務卿安東尼·布林肯

2021年6月，有報導稱喬·拜登總統將提名鮑爾擔任美國駐法國和摩納哥大使。2021年7月9日，拜登總統提名鮑爾擔任美國駐法國大使。2021年9月15日參議院外交關係委員會舉行聽證會。，2021年10月19日，委員會報告稱鮑爾的提名獲得好評。美國參議院於2021年12月18日以口頭表決方式確認。鮑爾于2021年12月23日宣誓就職，2022年2月5日遞交國書。

## 個人生活
鮑爾的丈夫是律師史蒂文·鮑爾 (Steven M. Bauer)，是舊金山瑞生國際律師事務所 (Latham & Watkins)的合夥人。有兩個女兒，凱瑟琳和娜塔莉。史蒂文·鮑爾會說法語。

## 外部連結
- 维基共享资源上的相關多媒體資源：丹尼斯·鮑爾